# The First Tour of the Angels
англ. The First Tour of the Angels (Перший тур Ангелів) — перший концертний тур симфо-метал групи Nightwish, який стартував 31 грудня 1997 року та завершився 13 листопада 1998 року. Nightwish відіграли лише 8 концертів, оскільки Юкка Невалайнен та Емппу Вуорінен проходили військову службу в рядах фінської армії, а Тар'я Турунен закінчувала навчання в академії Яна Сібеліуса.
Чоловічі вокальні партії в піснях «Beauty and the Beast», «The Carpenter» and «Astral Romance» виконувались Туомасом Холопайненом. Також групу супроводжували запрошені музиканти басист Самппа Хірвонен та клавішниця Мар'яна Пеллінен, які супроводжували групу лише в турі. В 1998 році Самппа Хірвонен був замінений на Самі Вянска.

## Учасники
- Туомас Холопайнен — композитор, клавішні, вокал
- Тар'я Турунен — вокал
- Емппу Вуорінен — гітара
- Юкка Невалайнен — ударні
- Саммпа Хірвонен — бас-гітара
- Мар'яна Пеллінен — клавішні

## Сет-лист
Пісні які виконувались в цьому турі цілком були взяті з альбому Angels Fall First. На кожному концерті пісні виконувались в таком порядку Elvenpath, The Carpenter, Tutankhamen, Angels Fall First, Know Why the Nightingale Sings, Astral Romance, and Beauty and the Beast. Nymphomaniac Fantasia дуже рідко виконувалась наживо, а Lappi взагалі не виконувалась. Також виконувались два бонус-треки, які увійшли в іншу редакцію альбому A Return to the Sea та Once Upon a Troubadour, окрім цього також The Forever Moments з оригінального демо групи.
Основний сет-лист:
- «Elvenpath»
- «The Carpenter»
- «Tuthankamen»
- «Angels Fall First»
- «Know why the Nightingale Sings»
- «Astral Romance»
- «Beauty and the Beast»

Інші пісні, які виконувались наживо:
- «Nymphomaniac Fantasia»
- «A Return to the Sea»
- «Once Upon a Troubadour»
- «The Forever Moments»
- «Piano solo»

## Дати туру
| Дата       | Місце проведення | Місто      | Країна    | Статус |
| 31.12.1997 | Huvikeskus       | Кітеє      | Фінляндія |        |
| 09.01.1998 | Lepakko          | Гельсінкі  | Фінляндія |        |
| 13.02.1998 | Tavastia Club    | Гельсінки  | Фінляндія |        |
| 14.02.1998 | Jungle Jane      | Порі       | Фінляндія |        |
| 25.02.1998 | Kellari          | Йоенсуу    | Фінляндія |        |
| 27.02.1998 | Lutakko          | Ювяскюля   | Фінляндія |        |
| 06.03.1998 | Huvikumpu        | Сіілінярві | Фінляндія |        |
| 13.11.1998 | Huvikeskus       | Кітеє      | Фінляндія |        |